# Tunstall (Kent)
Tunstall is een civil parish in het bestuurlijke gebied Swale, in het Engelse graafschap Kent.

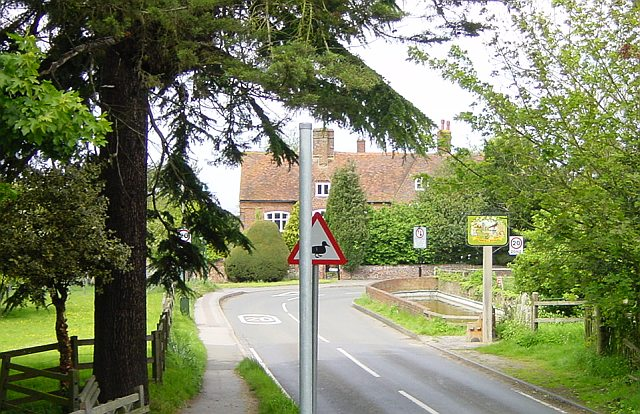
Vijver in Tunstall